# استیو پنی
استیو پنی (انگلیسی: Steve Penney؛ زادهٔ ۶ ژانویهٔ ۱۹۶۴) بازیکن فوتبال اهل ایرلند شمالی بود.
از باشگاه‌هایی که در آن بازی کرده‌است می‌توان به باشگاه فوتبال هارت آف میدلوتیان، باشگاه فوتبال برایتون اند هوو آلبیون، و باشگاه فوتبال برنلی اشاره کرد.
وی همچنین در تیم ملی فوتبال ایرلند شمالی بازی کرده‌است.